# Simacota (kommun)
Simacota är en kommun i Colombia.   Den ligger i departementet Santander, i den centrala delen av landet, 220 km norr om huvudstaden Bogotá. Antalet invånare är 8 910.